# The Blade (album)
The Blade, ósmy studyjny album grupy Sol Invictus, został wydany w 1997 roku (zob. 1997 w muzyce).

Po bardzo osobistej i melancholijnej płycie In the Rain, "mózg" grupy, Tony Wakeford powrócił do mizantropistycznej i nihilistycznej tematyki, opisując własną wizję upadku współczesnego świata.

The Blade to pierwsza płyta zespołu, na której zagrali Matt Howden i Sally Doherty, późniejsi stali współpracownicy Wakeforda. 

## Lista utworów
1. The Blade
2. In Heaven
3. Time Flies
4. The House Above the World
5. Laws and Crowns
6. Once Upon a Time
7. See How We Fall
8. Gealdor
9. From the Wreckage
10. Nothing Here
11. Remember and Forget
12. The Blade